# 10cc
10cc (с англ. — 10 см³) — британская группа, образованная в 1972 году в Стокпорте, Англия, и исполнявшая софт-/арт-/поп-рок с остроумными, ироничными текстами.
Квартет манчестерских музыкантов — Грэм Гоулдман, Эрик Стюарт, Кевин Годли и Лол Крим — выступал и записывался в течение трёх лет под названием Hotlegs, прежде чем переименовался в 10cc. Особенность внутренней структуры ансамбля состояла в том, что он изначально разделился на два равноправных и одинаково влиятельных лагеря: «коммерческий» (Стюарт — Гоулдман) и «артистический» (Годли — Крим). Первые двое написали основные хиты группы, второй тандем занимался в большей степени звуковыми, поэтическими и концептуальными экспериментами. Каждый участник группы был её ведущим вокалистом, мультиинструменталистом, автором и продюсером.
В 1972—1975 годах 10cc выпустили серию хит-синглов, которые обеспечили им (согласно Allmusic) «репутацию мощной новаторской силы на британской поп-сцене». Коммерческий пик в карьере группы был ознаменован успехом сингла «I’m Not in Love», который в 1975 году возглавил UK Singles Chart и поднялся до № 2 в США.
После распада группы в 1983 году Стюарт сотрудничал с Полом Маккартни и продюсировал Sad Café, Гоулдман работал, в числе прочих, с Ramones. В 1992 году квартет воссоединился в оригинальном составе, но вскоре Годли и Крим снова его покинули, и в 1995 году после выхода альбома Mirror Mirror ансамбль распался снова. В 1999 году Грэм Гоулдман снова собрал группу вместе с Полом Бёрджессом, Риком Фенном, Майком Стивенсоном и Миком Уилсоном, но уже без Стюарта. Коллектив в основном занимается концертной деятельностью и новых студийных альбомов не выпускает.

## История группы
Основатели 10cc Годли и Крим вместе росли в Манчестере и знали друг друга с детства. Гоулдман и Годли учились в одной школе, оба увлекались музыкой и играли в местной Jewish Lads' Brigade.
Свою первую совместную запись они сделали в 1964 году, когда группа Гоулдмана The Whirlwinds записала композицию Лола Крима «Baby Not Like You», поместив её на оборотную сторону своего единственного сингла. После того, как Whirlwinds изменили название на The Mockingbirds, в состав вошёл Кевин Годли, до этого он играл на ударных в The Sabres (вместе с Кримом). The Mockingbirds выпустили пять не имевших успеха синглов в 1965—1966 годах, после чего распались.

### Сотрудничество с Marmalade Records
В июне 1967 года Годли и Крим воссоединились и выпустили сингл «The Yellow Bellow Boom Room» (UK CBS). Прошло, однако, два года, прежде чем Гоулдман пригласил их на студийную сессию в Marmalade Records. Руководитель лейбла Джорджио Гомельский (в недавнем прошлом — менеджер The Yardbirds) предложил дуэту контракт. Одна из песен, записанных в ходе этой работы, «I’m Beside Myself with Jason Parker» была выпущена синглом («Animal Song» на обороте) — под псевдонимом Frabjoy and Runcible Spoon. Некоторое время Гомельский собирался продвигать дуэт, следуя образцу Simon and Garfunkel.
Однако планам выпустить альбом дуэта Frabjoy and Runcible Spoon не суждено было осуществиться: компания Marmalade обанкротилась. Записи Годли и Крима при участии Гоулдмана были изданы в 1969 году на сборнике лейбла Marmalade Records 100 Proof. Тем временем Гоулдман уже приобрёл известность как автор-песенник: он написал «Heart Full of Soul», «Evil Hearted You» и «For Your Love» для The Yardbirds, «Look Through Any Window» и «Bus Stop» для The Hollies и «No Milk Today», «East West» и «Listen People» для Herman’s Hermits.

### Стюарт и The Mindbenders
Тем временем гитарист Эрик Стюарт получил известность как участник Wayne Fontana and the Mindbenders, группы, прославившейся с хитом «The Game of Love». После того, как Фонтана покинул состав в октябре 1965 года, группа переименовалась в The Mindbenders и со Стюартом-вокалистом записала хит «A Groovy Kind of Love» (декабрь 1965). В марте 1968 года Гоулдман вошёл в состав группы, заменив здесь басиста Боба Лэнга. Он написал два из трёх последних синглов группы: «Schoolgirl» (1967) и «Uncle Joe the Ice Cream Man» (1968). Эти синглы в хит-парады не попали и The Mindbenders в ноябре 1968 года распались.
Ещё будучи участником The Mindbenders, Стюарт записал несколько демо в стокпортской Inner City Studios, которой владел Питер Тэттерсолл (англ. Peter Tattersall), в прошлом гастрольный менеджер Billy J. Kramer and the Dakotas. В июле 1968 года Стюарт стал совладельцем студии, которую в октябре переименовали в Strawberry Studios, в честь песни The Beatles «Strawberry Fields Forever».

### Работа с Strawberry Studios
В 1969 году всё чаще в студии стал появляться Гоулдман, к этому времени наладивший сотрудничество с американским дуэтом Джерри Казенец — Джефф Кац, специализировавшемся на поп-бабблгаме. К концу года и он стал совладельцем Strawberry. К этому времени все четверо будущих участников 10cc сотрудничали в студии регулярно. В числе записей была, например, песня «Sausalito», которая поднялась до № 86 в США как релиз, приписанный Ohio Express. В действительности это была песня Гоулдмана, где сам исполнил партию вокала, а аккомпанировали ему все участники будущих 10cc.
В декабре 1969 года Гоулдман убедил Казенеца и Каца в том, что Strawberry можно сделать штаб-квартирой проекта. На три месяца она превратилась, по воспоминаниям Кевина Годли, в настоящий песенный цех, работавший по конвейерному принципу. «Двадцать треков за две недели… это был действительно мусор… Мы всё записывали, и голоса тоже: так им было выгоднее, они на нас экономили. Мы даже изображали и женский вокал», — вспоминал он.
Результатом работы этой песенной мануфактуры явилась серия синглов под разными псевдонимами: «There Ain’t No Umbopo» (Crazy Elephant), «When He Comes» (Fighter Squadron), «Come On Plane» (Silver Fleet) — с вокалом Годли. «Susan’s Tuba» в исполнении Freddie and the Dreamers стал даже хитом во Франции: правда, утверждения о том, что пел там Гоулдман, были затем опровергнуты: вокалистом был Фредди Гэррити. «Синглы под странными псевдонимами выходили один за другим, и все они были записаны нами. Понятия не имею, ни сколько их было, ни что с ними со всеми стало», — говорил Лол Крим. Стюарт считал сделку с Казенецом и Кацом ступенью к успеху. «Это позволило нам приобрести дополнительное оборудование и превратить всё это в настоящую студию», — говорил он.

### Hotlegs и другие проекты
По окончании трёхмесячного контракта Гоулдман вернулся в Нью-Йорк и продолжил сотрудничество с Super K Productions в качестве штатного автора, остальные трое продолжили свои эксперименты в студии, выпустив сингл «Neanderthal Man» под псевдонимом Hotlegs. В июле 1970 года сингл поднялся до № 2 в UK Single Charts и стал всемирным хитом; его общий тираж составил два миллиона, и вслед за ним альбом Thinks: School Times.
В то же время трио выпустило «Umbopo» под псевдонимом Doctor Father, но после того, как в хит-парады он не попал, оно вернулось к проекту Hotlegs. В начале 1971 года Годли, Крим и Стюарт записали альбом Thinks: School Stinks, в который вошёл и хит «Neanderthal Man».
Вместе с Гоулдманом группа провела турне в первом отделении The Moody Blues, после чего выпустила синглом «Lady Sadie» («The Loser» на обороте). Компания Philips этот альбом переформировала: вместо «Neantherthal Man» включила «Today» и выпустила под заголовком Song.
Свой следующий сингл Стюарт, Годли и Крим выпустили в феврале 1971 года под псевдонимом The New Wave Band, теперь при участии гитариста Дерека Лекенби, в прошлом — участника Herman’s Hermits. Сингл «Cecilia» (версия песни Пола Саймона) в хит-парады не вошёл. Всё это время трио продолжало работать в Strawberry, сотрудничая, в частности, с такими исполнителями, как Дэйв Берри, Уэйн Фонтана, Питер Ковап и Herman’s Hermits, сочиняя клубные гимны для футбольных команд. В 1971 все трое сыграли в Space Hymns, альбоме нью-эйдж-группы Ramases; позже участвовали в записи альбомов Нила Седаки Solitaire и The Tra-La Days Are Over.
Именно участие в Solitaire, по словам Гоулдмана, подсказало музыкантам наконец-то создать полноценную группу. «До этого мы соглашались на любую работу, какую бы нам ни предлагали, и очень от этого уставали. Мы знали, что стоим большего, но требовалось что-то такое, что бы подтолкнуло нас к осознанию этого факта. Наc слегка напрягло, что мы сделали для Нила весь его первый альбом, а получили просто зарплату сессионных музыкантов в то время, когда могли бы уже записывать свой собственный материал», — говорил он.

## 10cc
В начале 1972 года квартет записал композицию Стюарта и Гоулдмана «Waterfall». Стюарт предложил её Apple Records. Спустя несколько месяцев пришло письмо, извещавшее авторов о том, что песня «недостаточно коммерческая», чтобы её можно было выпустить синглом. Тогда группа записала песню, рассматривавшуюся прежде как возможную сторону Б для «Waterfall»: композицию Годли и Крима «Donna» — написанную под влиянием Фрэнка Заппы пародию на ду-воп 1950-х годов, исполненную фальцетом. По словам Стюарта, был только один человек, который «обладал достаточной долей безумия, чтобы её выпустить»: Джонатан Кинг. Стюарт позвонил ставшему уже знаменитым антрепренёру-эксцентрику, тот приехал в студию Strawberry, прослушал трек, расхохотался и объявил: «Сказочно! Это хит!».

### Первый успех

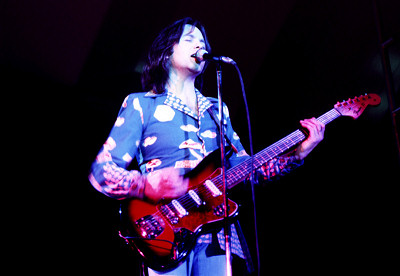
Эрик Стюарт

Кинг подписал группу к своему лейблу UK Records в июле 1972 года и сам предложил название: 10cc, позже утверждая, что оно явилось ему во сне (стоя перед зданием Хаммерсмит Одеон в Лондоне, он увидел надпись на плакате: «10cc — лучшая группа в мире»). Другая версия, которую опровергают Кинг и Годли, но подтверждает Крим (в интервью 1988 года), состоит в том, что в названии был обозначен объём мужского эякулята — слегка преувеличенный, чтобы указать на особую «потенцию» нового коллектива.
Сингл «Donna» был объявлен диджеем BBC Radio 1 Тони Блэкберном «Пластинкой недели». В сентябре 1972 года он поднялся до № 2 в UK Singles Chart и положил начало целой серии хитов, каждый из которых 10cc сознательно стилизовали под тот или иной популярный музыкальный жанр прошлых лет. Последовали гастроли с Нейлом Седакой и ещё один, также выдержанный в стилистике 1950-х годов, «Johnny Don’t Do It»; заметного успеха он не имел, но «Rubber Bullets», сатирический ответ «Jailhouse Rock», стал международным хитом, и с ним 10cc возглавили британский хит-парад в мае 1973 года. «The Dean and I» поднялся в списках до № 10 в августе. Этот релиз, а также именной альбом (№ 36 UK), закрепили за новой группой репутацию мощной новаторской силы на британской поп-сцене.
10cc выпустили ещё два сингла, американский «Headline Hustler» и британский «The Worst Band In The World» (в котором высмеяла себя же), и в августе начала британское турне. В ноябре группа вернулась в Strawberry Studios и записала остаток материала для второго альбома Sheet Music (1973), куда вошли «The Worst Band In The World», а также два следующих хита: «The Wall Street Shuffle» (№ 10, 1974) и «Silly Love» (№ 24, 1974). Именно Sheet Music стал для квартета прорывным: он поднялся до № 9, оставался в британских хит-парадах шесть месяцев и обеспечил успех американского турне, которое прошло в феврале 1974 года. За ним последовали синглы «Silly Love» (№ 24 UK) и «Life Is a Minestrone» (№ 7).

### Американский контракт
В феврале 1975 года группа подписала американский контракт с Mercury Records на миллион долларов. Контракт был заключён в сущности из-за одной песни: «I’m Not in Love». Стюарт вспоминал:

В тот момент мы всё ещё были на лейбле Джонатана Кинга, но с трудом сводили концы с концами. Мы все пребывали в нищете, это были серьёзные проблемы, и тут оказалось что Philips Phonogram захотели выкупить контракт Кинга. Я позвонил им, сказал: приезжайте и послушайте, что мы сделали, вот этот трек. Они приехали и обалдели: «Это шедевр. Сколько денег вы хотите? Какого рода контракт? Мы сделаем всё для вас, мы всё подпишем». На основе одной только этой песни мы подписали пятилетний контракт, и они заплатили нам серьёзные деньги.
После сингла «Life Is a Minestrone» (1975, № 7), заголовок которого был заимствован у ток-шоу, вышел «I’m Not in Love», возглавил UK Singles Chart и поднялся до № 2 в Billboard Hot 100. Критики отметили уникальную продюсерскую работу, прежде всего — многократно наложенный бэк-хорал. В это же время 10cc записали для Джастина Хэуорда сингл «Blue Guitar» (для Blue Jays, его совместного альбома с Джоном Лоджем).
Альбом The Original Soundtrack, к тому времени уже завершённый, вышел несколько недель спустя под обложкой, оформленной арт-группой Hipgnosis, имел коммерческий успех и получил наивысшие оценки рецензентов. Первый трек, трёхчастная девятиминутная поп-оперетта Годли и Крима Une Nuit a Paris (One Night in Paris), вдохновила впоследствии Queen на создание «Bohemian Rhapsody». Мелодию использовал также Эндрю Ллойд Уэббер в увертюре к мюзиклу «Призрак Оперы» (1986).
Четвёртый альбом How Dare You! (1976) был выпущен также под обложкой, оформленной Hipgnosis. Из него вышли два хит-сингла: почти юмористический «Art for Art’s Sake» (№ 5 1975) и «I’m Mandy, Fly Me» (№ 7 1976). Успех группы подсказал перевыпуск альбома Hotlegs под новым названием You Didn’t Like It Because You Didn’t Think of It, догруженного двумя треками. Заглавие альбому дал эпический трек, попавший на сторону Б «Neanderthal Man».

### Уход Годли и Крима
После выхода How Dare You! Годли и Крим (как Godley and Creme) сконцентрировались на производстве видео, разработали и внедрили в практику гитарное приспособление под названием Gizmo, и выпустили тройной альбом Consequences (1976), — развернутое концептуальное произведение, в создании которого приняли участие юморист Питер Кук и джазовая певица Сара Воэн. Использовался в альбоме и gizmotron — электрогитарная приставка, снабжённая клавишами, которая, будучи прикреплена к грифу гитары, позволяла достигать сустейна любой продолжительности. Благодаря этому устройству дуэт сократил расходы на запись, успешно имитируя струнные.
В интервью 2007 года Годли говорил: «Мы ушли потому, что нам больше не нравилось то, что писали Гоулдман и Стюарт. 10cc стали предсказуемыми и неинтересными, и мы почувствовали себя в западне». За десять лет до этого, в интервью журналу Uncut, он замечал, что группа «не была достаточно демократичной», имея в виду, что в рамках 10сc проект Consequences не смог бы реализоваться.
Свой первый альбом в новом формате 10cc записали в новой студии Strawberry South (Доркинг, Суррей). Deceptive Bends (1977), озаглавленный в честь дорожного знака на одном из участков шоссе в графстве Суррей, поднялся до № 3 в Британии (№ 31 в США). Из него вышли три сингла: «The Things We Do For Love» (UK № 6, US № 5), «Good Morning Judge» (UK № 5, US № 69) и «People In Love» (US № 40). «Для меня было главным доказать, что мы способны написать хит без Кевина и Лола… и мы это сделали!» — позже говорил Стюарт.
В 1977 году 10cc отправились в международное турне с гитаристом Риком Фенном (англ. Rick Fenn), клавишником Тони О’Мэлли (англ. Tony O'Malley) и вторым барабанщиком Стюартом Тошем (англ. Stuart Tosh, экс-Pilot). Этот состав подготовил концертный сборник Live And Let Live (1977), в котором были представлены основные хиты и материал предыдущих трёх альбомов.
Фенн, Тош, Берджесс и клавишник Данкан Макэй стали постоянными членами ансамбля и участвовали в записи альбома Bloody Tourists (1978), из которого вышел третий лидер хит-парадов группы, «Dreadlock Holiday», выдержанный в стиле реггей. Он стал последним хитом группы; уже следующий сингл, «Reds in My Bed», где партию вокала исполнил Тош, в хит-парады не вошёл вообще.

### 1979—1983
В 1979 году группа получила ещё один серьёзный удар: Стюарт попал в автокатастрофу, серьёзно повредив левые ухо и глаз. Почти полгода он не мог заниматься музыкой. «…И всё это время запущенная нами большая машина всё замедляла ход. А на сцене в это время уже был панк-рок: The Sex Pistols, The Clash… так что, к тому времени как я поправился, думаю, мы уже опоздали на свой автобус», — говорил Стюарт в интервью Би-би-си. Гоулдман также считал происшествие со Стюартом поворотным моментом в судьбе группы. «Начиная с 1978 года, дела наши пошли под откос… Наверное, нам стоило или тогда же разойтись, или впустить свежую кровь… Мы же, даже когда всё шло плохо, говорили себе: а, ничего, всё образуется!» — вспоминал он в интервью Би-би-си в 1995 году.
Пока Стюарт выздоравливал, Гоулдман записал трек к звуковой дорожке фильма Sunburn; группа выпустила сборник Greatest Hits 1972—1978 и сингл «I’m Not in Love»/«For You and I», не вошедший в хит-парады. Затем Гоулдман записал саундтрек к мультипликационному фильму «Олимпийские игры животных» (англ. Animalympics, 1980), пригласив к участию других музыкантов «10cc», а Стюарт спродюсировал саундтрек к фильму Girls.
Группа подписала контракт с Warner Bros. Records и на новом лейбле выпустила записанный с теми же музыкантами, что работали над Bloody Tourists, альбом Look Hear?, из которого вышел сингл «One Two Five». Расставшись с составом музыкантов, Стюарт и Гоулдман вернулись на Mercury и записали альбом Ten Out of 10 (1981) с синглами «Les Nouveau Riches» и «Don’t Turn Me Away». Все эти выпуски коммерческого успеха не имели. Чтобы добавить звучанию группы «американский привкус», компания Warners пригласила к участию автора-исполнителя Эндрю Голда, которому вскоре было сделано предложение войти в состав постоянным участником, но тот его отклонил, сославшись на занятость.
Позже Гоулдман сожалел об этом решении: именно участие Голда, по его мнению, могло бы поднять группу с «уровня тогдашней посредственности». Однако приуроченный к десятой годовщине существования группы сингл «The Power of Love», написанный совместно с Голдом, в хит-парады не вошёл. Последовавший за ним «Run Away» поднялся лишь до № 50 в Британии. Синглы «24 Hours» и «Feel the Love»/«She Gives Me Pain» 1983 года постигла та же участь. Альбом Windows in the Jungle (1983), записанный при участии известных сессионных музыкантов (главной фигурой в нём был Стюарт, Гоулдман не исполнил ни одной партии вокала), достиг в хит-парадах лишь № 70.

### Распад и воссоединение
Начиная с 1983 года, группа практически прекратила своё существование: Стюарт занялся сотрудничеством с Sad Cafe, Гоулдман начал продюсировать Ramones, затем с Эндрю Голдом образовал синт-поп-группу Common Knowledge, которая затем изменила название на Wax. Стюарт внёс значительный вклад в три альбома Пола Маккартни, в том числе в качестве соавтора.
В 1987 году вышел сборник Changing Faces — The Very Best of 10cc and Godley & Creme, с которым группа вернулась в хит-парады. В 1991 году в Японии был выпущен четырёхтомный бокс-сет Greatest Songs and More (Great Box), куда вошли в числе прочего стороны Б, прежде не издававшиеся на CD.
В 1991 году четверо участников оригинального состава 10cc собрались, подключив к сотрудничеству продюсера Гэри Каца, известного по работе с Steely Dan. Каца пригласила компания Polydor Records в надежде на то, что с его помощью группа наконец выйдет на американский рынок. Но альбом Meanwhile не стал воссоединением группы в полном смысле слова: песни написали Стюарт и Гоулдман (исключение составил трек, где в качестве соавтора был упомянут Маккартни). В числе многочисленных приглашённых к участию в нём музыкантов были Доктор Джон и Джефф Поркаро из Toto (для второго из них эта работа оказалась последней — вскоре он умер от сердечного приступа). Крим и Годли согласились участвовать в проекте исключительно для того, чтобы выполнить контрактные обязательства перед «Полидором», которому задолжали по альбому каждый ещё с конца 1980-х годов. Лейбл приложил все усилия, чтобы подать пластинку как воссоединение, но успеха это не принесло.
После выхода Mirror Mirror (1995), записанного лишь при участии Гоулдмана и Стюарта, 10cc снова прекратили своё существование.
Вскоре в 1999 году Гоулдман вместе со старыми участниками 10сс (Фенн, Бёрджесс) реорганизовал группу, но уже без Стюарта. Коллектив существует до настоящего времени и в основном занимается концертной деятельностью.
В январе 2013 года группа в составе с Адамом Уэйкманом впервые посетила Россию, дав концерт в Екатеринбурге в рамках фестиваля «Старый новый рок».

## Состав

### Текущий состав
- Грэм Гоулдман (англ. Graham Gouldman) — вокал, бас-гитара (1972—1983, 1991—1995, 1999—наши дни)
- Пол Бёрджесс (англ. Paul Burgess) — ударные (1976—1983, 1999—наши дни; сессионный музыкант — 1973—1976)
- Рик Фенн (англ. Rick Fenn) — гитара, вокал (1977—1983, 1993—1995, 1999—наши дни)
- Майк Стивенс (англ. Mike Stevens) — клавишные, вокал (1999—наши дни)
- Мик Уилсон (англ. Mick Wilson) — перкуссия, вокал (1999—наши дни)

### Классический состав
- Эрик Стюарт (англ. Eric Stewart) — вокал, гитара, клавишные (1972—1983, 1991—1995)
- Грэм Гоулдман (англ. Graham Gouldman) — вокал, бас-гитара (1972—1983, 1991—1995, 1999—наши дни)
- Лол Крим (англ. Lol Creme) — вокал, гитара, клавишные (1972—1976, 1991—1993)
- Кевин Годли (англ. Kevin Godley) — вокал, ударные (1972—1976, 1991—1993)

### Бывшие участники
- Стюарт Тош (англ. Stuart Tosh) — барабаны, вокал (1977—1983, 1993—1995)
- Тони О’Мэлли (англ. Tony O'Malley) — клавишные, вокал (1977—1978)
- Данкан Макэй (англ. Duncan Mackay) — клавишные, вокал (1978—1981)
- Вик Эмерсон (англ. Vic Emerson) — клавишные (1981—1983)
- Джейми Лейн (англ. Jamie Lane) — ударные (1983)
- Стив Пиггот (англ. Steve Piggot) — клавишные (1993—1995)
- Гари Уоллис (англ. Gary Wallis) — ударные (1993—1995)
- Джефф Данн (англ. Goeff Dunn) — ударные (1995)
- Алан Парк (англ. Alan Park) — клавишные (1995)
- Кит Хэймен (англ. Keith Hayman) — клавишные, вокал (2006—2011)

## Дискография

### Студийные альбомы
- 1973: 10cc
- 1974: Sheet Music
- 1975: The Original Soundtrack
- 1976: How Dare You!
- 1977: Deceptive Bends
- 1978: Bloody Tourists
- 1980: Look Hear?
- 1981: Ten Out of 10
- 1983: Windows in the Jungle
- 1992: …Meanwhile
- 1995: Mirror Mirror